# Apne Paraye
Pour plus de détails, voir Fiche technique et Distribution.
Apne Paraye (en alphasyllabaire hindi : अपने पराये) est un film de Bollywood réalisé par Basu Chatterjee et sorti en 1980. Il est inspiré du roman bengali Nishkriti de Saratchandra Chattopadhayay. Les deux rôles principaux sont joués par Amol Palekar et Shabana Azmi.
Ashalata Wabgaonkar (en), qui joue dans Apne Paraye son premier rôle en hindi, est nommée au Filmfare Award de la meilleure actrice dans un second rôle.

## Distribution
- Amol Palekar : Chandranath
- Shabana Azmi : Sheila
- Girish Karnad : Harish
- Utpal Dutt : avocat
- Ashalata Wabgaonkar : Sidheshwari
- Bharati Achrekar : Naintara
- Radhika Sarathkumar : leela

## Bande originale
| no | Titre                      | Chanteur(s)          |
| -- | -------------------------- | -------------------- |
| 1  | Gaao Mere Man              | Yesudas, Asha Bhosle |
| 2  | Shyam Rang Ranga Re        | Yesudas              |
| 3  | Kaise Din Jeevan Mein Aaye | Kishore Kumar        |
| 4  | Halke Halke Aai Chalke     | Lata Mangeshkar      |